# 138-ма зенітна ракетна бригада (Україна)
138-ма Дніпровська зенітна ракетна бригада (138 ЗРБр, в/ч А4608) — формування військ протиповітряної оборони у складі Повітряних Сил Збройних Сил України. Структурно належить до Повітряного командування «Схід». Завдання частини — охорона повітряного простору Лівобережної України: Запорізька, Дніпропетровська, Полтавська, Сумська та Харківська області.

## Історія
У 1992 році 138-й зенітний ракетний полк перейшов під юрисдикцію України. Особовий склад склав військову присягу на вірність українському народу.
З 1988 року частина має на озброєнні зенітні ракетні комплекси середнього радіусу дії С-300.
В серпні 2008 року полку було присвоєно почесне найменування «Дніпропетровський» рішенням Дніпропетровської міської ради та наказом Міністра оборони України.
В 2013 році полк було розширено до бригади.
У січні 2014 року бригаді були перепідпорядковано зенітні ракетні полки з дислокацією в м. Нікополі (зокрема, 301-й зенітний ракетний полк) та 302-й зенітний ракетний полк з м. Харкова, які до 31 грудня 2013 року існували окремо.
23 серпня 2021 року, відповідно до Указу Президента України №415/2021 від 23 серпня 2021 року, з метою відновлення історичних традицій національного війська щодо назв військових частин, зважаючи на зразкове виконання покладених завдань, високі показники в бойовій підготовці, з нагоди 30-ї річниці незалежності України, бригаді присвоєно почесне найменування «Дніпровська».
24 серпня 2022 року бригада відзначена почесною відзнакою «За мужність та відвагу».
22 травня 2023 року, згідно повідомлення Генерального штабу Збройних Сил України, Дніпровська зенітна ракетна бригада успішно знищила ворожу крилату ракету Х-101, яка виявилася сотою ціллю для підрозділу.
23 лютого 2024 року бригада у повітряному просторі над Краснодарським краєм знищила літак дальнього радіолокаційного виявлення та управління А-50 Повітряно-космічних сил Російської Федерації.

## Командири
- 2013: полковник Бережний Андрій Олександрович[8]
- 2019—?: полковник Палагута Віталій Вікторович[9]
- полковник Дзяман Микола Іванович[7]